# Page (Parlement)
Pour les articles homonymes, voir Page.

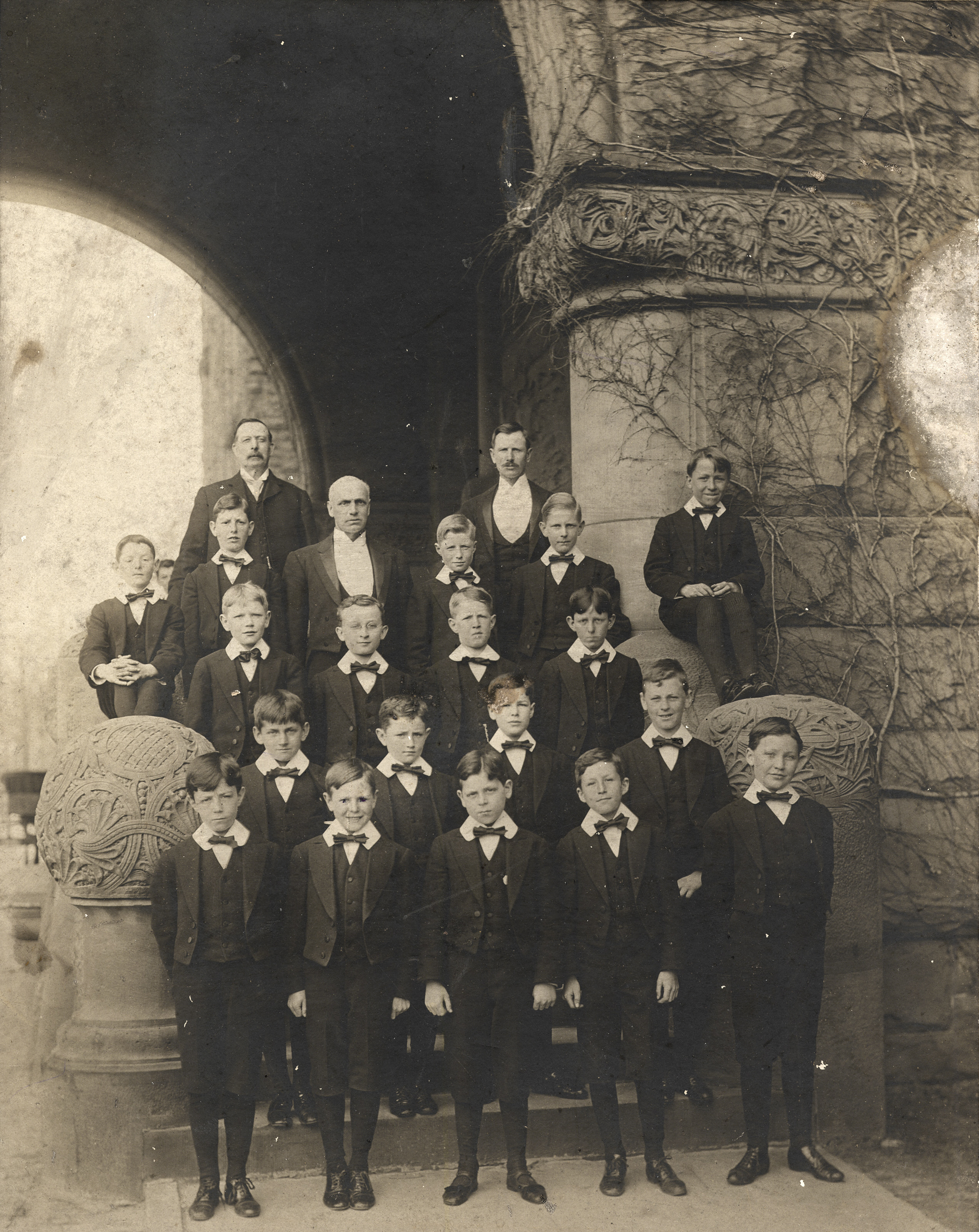
Un groupe de pages devant l'édifice de l'Assemblée législative de l'Ontario à Toronto, vers 1893.

Dans certains systèmes parlementaires les pages sont de jeunes personnes (adolescents ou étudiants) employées par les chambres parlementaires pour assurer un service aux élus lors des séances. Le système existe notamment aux États-Unis et au Canada, que ce soit dans les chambres fédérales ou au niveau des États et provinces.

## Origine du mot
Le mot page vient du grec « παιδιον » (paidion), qui veut dire petit garçon. Il désignait au Moyen Âge un jeune homme rattaché à un chevalier. Il s'agit de la première étape pour atteindre ce rang, avant de devenir écuyer. Les pages pouvaient aussi être directement rattachés à des membres des familles royales. Par dérivation, à l'exception de certaines demeures royales, on ne trouve plus de pages que dans des systèmes parlementaires, le rôle étant désormais mixte. Au sein de ces organes législatifs, les pages sont les assistants des membres de la législature pendant la session.

## États-Unis
Les deux chambres du Congrès des États-Unis ont ou ont eu des programmes de pages officiels.
Dès le premier Congrès continental de 1774, des messagers au service des délégués des colonies anglaises d'Amérique du Nord existent déjà. La fonction de page au Congrès est créée en 1827 : trois jeunes garçons, appelés runners, sont alors au service des membres de la Chambre des représentants. Ce nombre augmente progressivement et, en 1925, une nouvelle loi rend désormais obligatoire la fréquentation scolaire pour tous les garçons de moins de 14 ans. Les pages fréquentent alors la « Capitol Page School », située dans l'édifice Thomas Jefferson de la Bibliothèque du Congrès. En 1973, le speaker Carl Albert nomme la première d'entre femme page : Felda Looper.
Le 8 août 2011, le speaker John Boehner annonce l'abolition de cette fonction. Des raisons budgétaires sont évoquées, tout comme l'évolution des technologies de l'information, rendant le travail des pages de moins en moins essentiel.
Le programme du Sénat existe encore : les pages sont des juniors de lycées de tout le pays, sélectionnés après un processus très compétitif.

## Canada

### Pays
Les pages législatives sont des étudiants du secondaire ou de l' université qui ne sont pas rémunérés ou qui reçoivent des allocations modestes. Ils sont sélectionnés après candidature auprès des assemblées et effectuent de petites tâches pour les parlementaires : transmettre des messages, livrer des documents en séances, etc.
Le programme des pages du Parlement du Canada (Chambre des communes et Sénat) emploie des étudiants universitaires de première année à temps partiel qui travaillent environ 15 heures par semaine et sont payés environ 12 000 $ CAN pour un trimestre. Ils accomplissent des tâches à la fois cérémoniales et administratives et participent à des activités d'enrichissement telles que des réunions avec des députés et des dirigeants gouvernementaux. Ils rencontrent également des groupes d'étudiants pour expliquer le fonctionnement de la Chambre des communes et leurs fonctions en tant que pages. Le programme des pages du Sénat canadien est similaire.
Les pages du Sénat canadien sont mixtes depuis 1971, celui de la Chambre des communes canadienne depuis 1978.

### Ontario
L'Assemblée législative de l'Ontario emploie des élèves de 7e et 8e année pour des périodes de deux à six semaines pendant la session législative. Les participants doivent être des élèves très performants qui s'absentent de leur école pendant qu'ils servent de pages. Les tâches des pages comprennent le rôle de messagers dans la chambre législative, l'acheminement de l'eau aux députés et la collecte de documents clés (projets de loi, pétitions, motions, rapports de comité). Ils ont également la possibilité d'en apprendre davantage sur le gouvernement provincial et le processus législatif.

### Québec
Selon le site de l'Assemblée nationale du Québec le système de pages s'y est directement inspiré de celui des États-Unis et est instauré en 1841. Les pages devaient avoir plus de 11 ans et être de petite taille, s'ils grandissaient trop il devaient laisser leur place à un frère plus jeune, et il devait toujours y avoir un page d'origine irlandaise, afin de représenter la minorité anglophone du Québec.
En 1961 le ministre Paul Gérin-Lajoie adopte une loi sur l'instruction obligatoire jusqu'à 15 ans, l'âge minimal des pages est donc fixé à 16 ans l'année suivante. Les pages suivent des cours en parallèle de leur emploi. Afin de simplifier cette double activité une école des pages est créée en 1966 mais elle ferme deux ans plus tard, incapable d'apporter le nombre d'options minimales en second cycle.
En 1972, le président Jean-Noël Lavoie adopte de nouvelles règles : les pages doivent alors avoir entre 18 et 21 ans et mesurer au moins cinq pieds et sept pouces, en 1976 ils sont directement intégrés au corps des messagers de la fonction publique québécoise, ce qui impose l'ouverture des postes aux femmes. Leur fonction est également bien plus encadrée : lorsque les pages étaient mineurs il s'agissait vraiment de serviteurs à tout faire pouvant aller faire les courses des députés, porter leurs manteaux, etc. Depuis 1976, leur travail est centré sur des services offerts aux députés dans l'exercice de leur rôle de législateur : cela inclut la distribution de documents, la transmission de messages entre députés durant la session, ainsi qu'avec leurs employés car ces derniers n'ont pas le droit d'entrer dans la chambre. Ils effectuent également le traitement des documents parlementaires et préparent les salles avant l'arrivée des élus. À partir de septembre 2009, une partie des pages sont des étudiants de l'Université Laval, occupant l'emploi à temps partiel et réalisant un travail de recherche sur un sujet en lien avec le parlementarisme québécois.